# Гутенштеттен
Гутенштеттен (нем. Gutenstetten) — община в Германии, в земле Бавария.
Подчиняется административному округу Средняя Франкония. Входит в состав района Нойштадт-ан-дер-Айш-Бад-Виндсхайм. Подчиняется управлению Диспекк. Население составляет 1390 человек (на 31 декабря 2010 года). Занимает площадь 21,37 км².
Община подразделяется на 7 административных единиц.

## Население
По оценке на 31 декабря 2015 года население общины Гутенштеттен составляет 1308 чел. 

| Дата      | 1840 | 1871 | 1900 | 1925 | 1939 | 1950 | 1961 | 1970 | 1987 | 2011 |
| --------- | ---- | ---- | ---- | ---- | ---- | ---- | ---- | ---- | ---- | ---- |
| Население | 1415 | 1308 | 1157 | 1091 | 972  | 1467 | 1113 | 1079 | 1070 | 1291 |

| Год       | 1960 | 1970 | 1980 | 1990 | 2000 | 2009 | 2010 | 2011 | 2012 | 2013 | 2014 | 2015 |
| --------- | ---- | ---- | ---- | ---- | ---- | ---- | ---- | ---- | ---- | ---- | ---- | ---- |
| Население | 1063 | 1065 | 1101 | 1142 | 1370 | 1389 | 1390 | 1293 | 1282 | 1310 | 1309 | 1308 |